# Лоджик, Лора
Ло́ра Ло́джик (англ. Lora Logic, имя при рождении — Сью́зан Уи́тби, англ. Susan Whitby, род. 1960) — британская саксофонистка и певица, участница панк-рок-группы X-Ray Spex.

## Биография
Лора была школьной подругой Поли Стайрин — основательницы и вокалистки X-Ray Spex. Менеджер группы посчитал, что было бы хорошо иметь в её составе ещё одну женщину и Лора была приглашена в ряды ансамбля. На момент создания X-Ray Spex Лоре было всего 16 лет. Вскоре, однако, Мэриан стала замечать, что в центре внимания всё больше оказывалась не она, а Лора. Вдобавок к этому, мать Лоры требовала от дочери окончить школу. В конце концов Лора была вынуждена покинуть группу, уступив место Руди Томпсону. Произошло это ещё до выхода дебютного альбома группы, Germ Free Adolescents.
В 1978 году, сразу после окончания школы, Лора основала пост-панк-группу Essential Logic. Группа выпустила один мини-альбом, четыре сингла и альбом Beat Rhythm News (Waddle Ya Play?). В 1980 году, во время работы над вторым альбомом, группа распалась. Запись альбома (получившего название Pedigree Charm) была завершена Лорой Лоджик самостоятельно. Альбом этот стал её первой сольной работой. Позднее, Лора Лоджик играла на саксофоне в авангардной психоделической группе The Red Krayola, приняв участие в записи двух синглов и альбома «Kangaroo?». Она также участвовала в записи альбомов таких коллективов, как The Raincoats, The Stranglers, Swell Maps и работала с Боем Джорджем.
В начале 1980-х годов Лора Лоджик вместе с Поли Стайрин присоединилась к кришнаитам и провела несколько лет в ашраме Бхактиведанта-мэнор, подаренном в 1973 году Международному обществу сознания Кришны Джорджем Харрисоном. В 1995 году X Ray Spex снова объединились и Лора Лоджик присоединилась к коллективу. В 2003 лейбл Kill Rock Stars выпустил компиляционный альбом Essential Logic: Fanfare In the Garden в который вошли как новые композиции Лоры Лоджик, так и старые записи Essential Logic.